# Minton's Playhouse

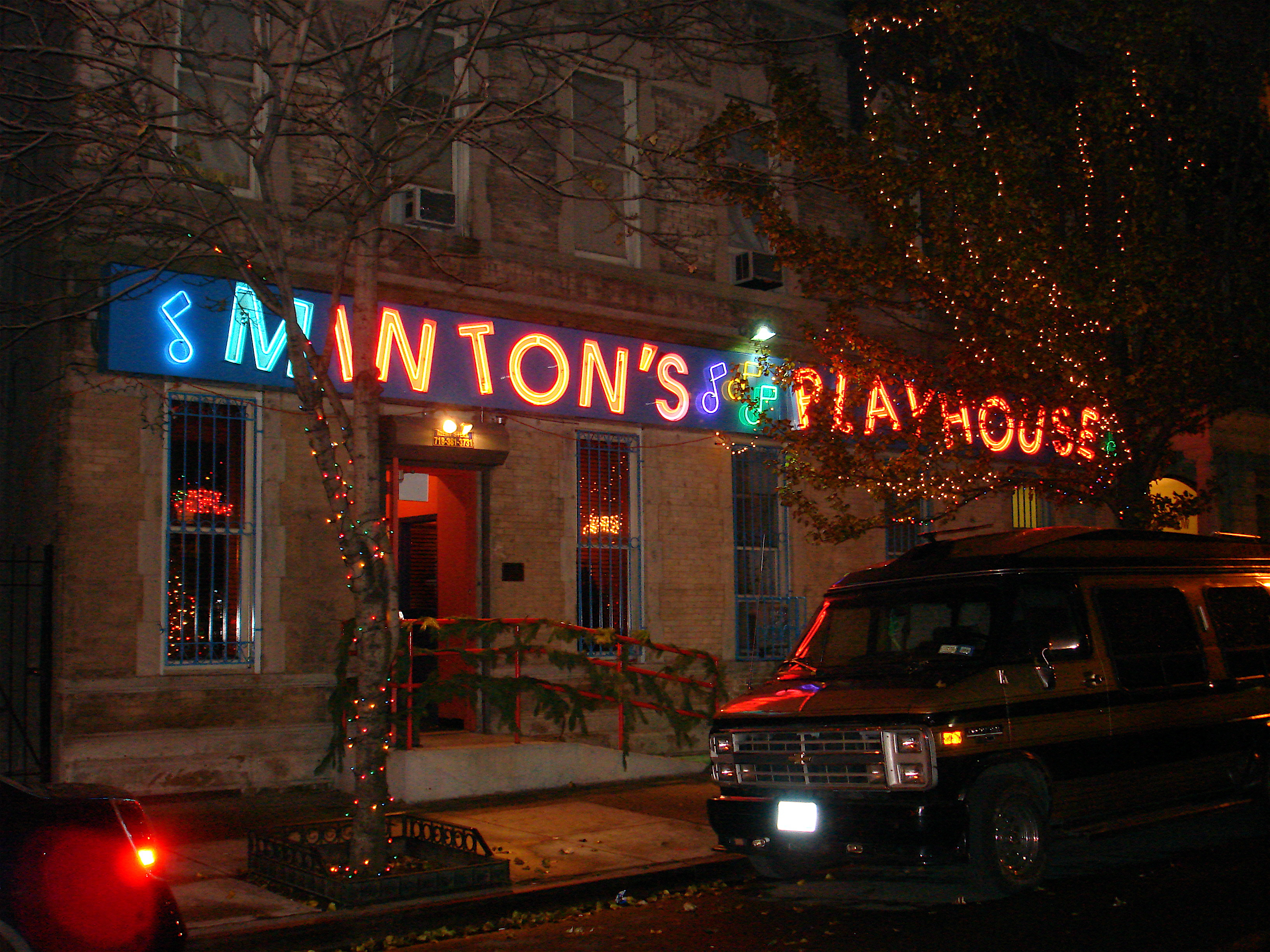
Minton's Playhouse

Minton's Playhouse is een jazzclub (met bar) in de Amerikaanse stad New York. De club is gevestigd op de eerste verdieping van hotel Cecil aan 210 West 118 Street in het stadsdeel Harlem. De club werd in 1938 geopend door de tenorsaxofonist Henry Minton en is vooral bekend door zijn jamsessies begin jaren 1940, die een belangrijke rol speelden bij het ontstaan van de bop en waaraan muzikanten deelnamen als Thelonious Monk, Kenny Clarke, Charlie Christian en Dizzy Gillespie.

## Geschiedenis
Minton had al begin jaren 1930 de Rhythm Club in Harlem, waar muzikanten optraden als Louis Armstrong, Fats Waller en Earl Hines. Hij was een belangrijk persoon in de muzikantenvakbond, hetgeen de organisatie van jamsessies pas mogelijk maakte. In 1940 nam hij de orkestleider Teddy Hill in dienst als manager, die zijn connecties met de Savoy Ballroom (daar speelde Hills bigband) en Apollo Theater binnenhaalde en een huisband samenstelde met Thelonious Monk (piano), Kenny Clarke (drums), Joe Guy (trompet) Nick Fenton (bas) (en later met de tenorsaxofonist Kermit Scott). Regelmatige gasten waren Dizzy Gillespie en Jimmy Blanton uit de band van Duke Ellington. Charlie Christian, gitarist in Benny Goodmans band, speelde in 1941 weliswaar slechts kort daar, maar straalde wel een grote invloed uit. Hill wilde net als Minton met de sessies muzikanten over langere tijd zonder verbintenis bijstaan. Zeer populair waren ook de Monday Celebrity Nights, die de eigenaars van de Apollo, de Schiffmans, op het einde van de wekelijkse verbintenissen in de Apollo spendeerden met vrij eten en drinken. Hier vonden gevechten plaats tussen de stersolisten van de swingmuziek  en ambitieuze getalenteerde muzikanten van de bop, met beroemde trompetduels tussen Roy Eldridge en Dizzy Gillespie en tussen de saxofonisten Don Byas (ook met swing-achtergrond, hij was toentertijd bij Count Basie, speelde bij Mintons echter bop) en sterren als Ben Webster, Lester Young, Chu Berry en Coleman Hawkins. 
Vanaf 1942 nam ook Charlie Parker deel aan de jamsessies (in zijn tijd in de band van Jay McShann in 1941 jamde hij in Clark Monroe's Uptown House in Harlem), die met Gillespie speelde in de band van Earl Hines. Clark en Monk probeerden Hill over te halen om ook Parker een vast contract aan te bieden en betaalden hem, nadat dit zonder succes bleef, gages uit eigen zak. Het spel van Gillespie en Parker in Minton's oefende een aantrekkende werking uit op jazzmuzikanten als Miles Davis, Dexter Gordon, Art Blakey, Max Roach, Fats Navarro en Bud Powell, die hoopten om te worden uitgenodigd door Gillespie en Parker om mee te kunnen spelen. Zoals Charles Mingus aangaf, werden nieuwe muzikanten die wilden meespelen, door Gillespie via voorspelen in de achterkamer grondig getest.
Naar aanleiding van een staking van 1942 tot 1944 vervingen de opnamen van de sessies in Minton's Playhouse, die later als plaatopnamen werden uitgebracht, de studio-opnamen uit deze periode en vormden deze centrale documenten voor de geschiedenis van de jazz. Na hun tijd bij Minton's verhuisden de steeds populaire boppers midden jaren 1940 'downtown' naar de clubs in de 52nd Street (zoals Jimmy Ryans, Famous Door, Three Deuces, Spotlite Club, Onyx Club, Hickory House, vanaf 1949 Birdland).
Tijdens de jaren 1950 verloor de club zijn voortrekkersrol en werd deze een gewone jazzclub. Eind jaren 1960 begon de teloorgang van de club, die in 1994 definitief de deuren sloot. Op 19 mei 2006 werd de club heropend onder de naam Uptown Lounge at Minton's Playhouse.
Het gebouw werd in 1985 opgenomen in het National Register of Historic Places van de Verenigde Staten en is daarmee officieel erkend als historisch monument.